# Libušín (hradiště)
Libušín (též hradiště U Svatého Jiří) je hradiště poblíž stejnojmenného města ve středních Čechách, pět kilometrů severozápadně od Kladna. Od roku 1967 je chráněno jako kulturní památka.
Raně středověké hradiště se nachází jeden kilometr jihozápadně od Libušína v nadmořské výšce kolem 400 metrů (u kostelíka 402 m) v místech, kde se zalesněná rovina směrem k severovýchodu úzkou ostrožnou vkliňuje mezi hluboké rokle Svatojiřského a Libušínského potoka. Severní okraj areálu hradiště byl v průběhu dvacátého století narušen činností uhelného dolu Schöller.

## Historie

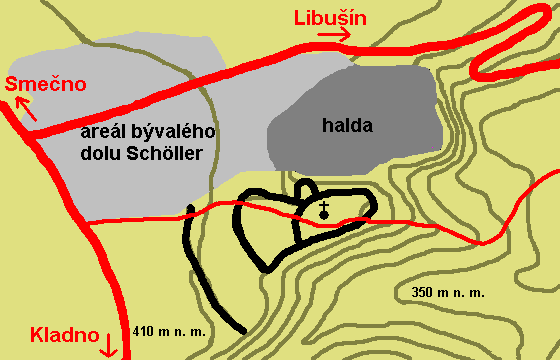
Poloha hradiště a průběh opevnění

Kronikář Kosmas ve dvanáctém století spojil libušínské hradiště s mytickou kněžnou Libuší. Hradiště podle něj bylo jejím sídlem, věštila z něj budoucí slávu Prahy a nakonec zde měla být i pohřbena. V šestém až sedmém století, kdy se události v pověsti měly odehrávat, se však na místě hradiště nacházelo jen neopevněné sídliště. Lokalita byla osídlena také v pravěku (střední až pozdní doba bronzová, doba halštatská a laténská), vrcholném středověku a raném novověku.
O Libušínu se nedochovaly žádné písemné prameny. Archeologické výzkumy neodkryly žádné stopy opevnění ze starších období, než je doba hradištní. Doba založení hradiště byla na základě výzkumů původně stanovena na konec devátého století, ale podle pozdější revize došlo k jeho založení až ve druhé třetině desátého století, nejdříve v době panování knížete Boleslava I. Během relativně krátké doby osídlení byl uzavřen vstup z předhradí do akropole, čímž došlo k výraznému zmenšení areálu, a snad i ke změně na obyčejný dvorec, i když opevnění ještě nějakou doby existovalo. Hradiště zaniklo pravděpodobně nejpozději ve druhé třetině jedenáctého století, byť je možné, že některé funkce plnilo i v dalších obdobích. Archeologické doklady pro to však chybí.
Součástí hradiště je kostel svatého Jiří, ale není jisté, zda stál už v desátém století. Nejstarší hroby z pohřebiště v jeho sousedství pochází z doby před polovinou třináctého století, ale vzhledem k tomu, že sakrální stavby na pohřebištích byly v předcházejících staletích běžné, je pravděpodobné, že na hradišti nějaká církevní stavba stála. Naznačuje to i komunikační schéma severní brány akropole.
Z hradiště pochází jen malé množství nálezů, které by dokládaly přítomnost vyšší společenské vrstvy obyvatel. Z řemesel je v době existence hradiště prokázána jen textilní výroba a zpracování kůží. Na jiných přemyslovských hradištích se na předhradích soustřeďovala náročnější řemeslná výroba, ale v Libušíně její doklady nalezeny nebyly.
Funkce hradiště je nejasná. Vzhledem k blízké Budči je nepravděpodobné, že by je založil některý z nepřemyslovských vládců. Založení v pozdním desátém století odporuje tezi Jiřího Slámy, podle níž mělo sloužit k zajištění hranic přemyslovské domény. Nepatřilo ani k hradištím hradské soustavy. Pravděpodobně plnilo funkci kontrolního bodu u cesty ze středních Čech do středního Poohří. Svým rozsahem, podobou opevnění a pravděpodobnou přítomností církevní stavby se Libušín podobá Žatci, Tetínu nebo Lštění, které byly založeny jako významné správní, ekonomické a rezidenční hrady. Je proto možné, že podobný zakladatelský záměr existoval i u libušínského hradiště. Na rozdíl od uvedených lokalit se jej nepodařilo naplnit, a hradiště jako opevněné sídlo zaniklo.

### Archeologie
První archeologický výzkum na hradišti provedl v roce 1835 Matyáš Kalina z Jäthensteinu. Na počátku dvacátého století hradiště zkoumal také Josef Ladislav Píč, ale moderní výzkum vedl až Jaroslav Böhm v letech 1929, 1949–1952 a 1956. Po něm následovali Josef Kabát a Zdeněk Váňa v letech 1966 a 1970–1971, kteří společně a později Zdeněk Váňa samostatně publikovali první teorii o funkcích hradiště.

## Stavební podoba
Libušínské hradiště stávalo na ostrožně přístupné pouze od jihozápadu. Ostatní strany v minulosti chránily strmé svahy s převýšením až šedesát metrů, ale terén na severu byl téměř vyrovnán výsypkami černouhelných dolů.
Dispozice hradiště s celkovou rozlohou 12,3 hektaru je čtyřdílná a z dochovaných pozůstatků jsou patrné tři stavebními fáze. V první etapě byla opevněna akropole s prvním předhradím. Stáří hradby druhého předhradí je nejasné. Během druhé fáze byly jižní hradby akropole a prvního předhradí podepřeny kamennými zdmi. Ve třetí etapě byl zrušen průchod z prvního předhradí do akropole a nově vzniklo opevnění místa s vodním pramenem severně od akropole.
Přístupnou jihozápadní stranu chránil příkop a hradba druhého (vnějšího) předhradí, jehož plocha měří 4,6 hektaru. Dochoval se z ní 315 metrů dlouhý val vysoký maximálně 1,3 metru. Hradba měla podobu dřevohlinitou konstrukci bez čelní kamenné plenty. Boční strany ostrožny vnějšího předhradí opevněné nebyly.
Hradba vnitřního předhradí chránila celý obvod a plynule navazovala na opevnění akropole. Na jihovýchodní straně ji doplňoval příkop. V úseku, který přetíná ostrožnu, se zachovala jako 220 metrů dlouhý val vysoký až 4,8 metru, zatímco val okolo akropole měří okolo tří metrů. Konkrétní podoba hradby se měnila podle významu místa. Ve strategicky nejvýznamnějších částech se skládala z až čtyři metry silné kamenné zdi, na kterou z vnitřní strany navazovala dřevohlinitá roštová nebo komorová konstrukce. V první fázi bylo postaveno dřevohlinité těleso s kamennou plentou. Tato hradba byla později v některých místech zesílena zdivem s kameny pojenými jílem. Celkový objem zdí ze druhé fáze dosahuje nejméně 1 500 m³.
Akropoli (2,63 hektaru) původně zpřístupňovaly dvě brány na jihovýchodě a na severu. Obě byly řešeny protažením jednoho křídla hradby před druhé. Vznikl tak průchod dlouhý u jihovýchodní brány čtyři metry. Ten byl navíc rozdělen řadou dřevěných sloupů na dvě uličky. Na vnější straně sloupy navazovaly na hranolovou kamennou baštu. Ve třetí stavební fázi byla severní brána z předhradí zazděna, čímž se areál hradiště omezil na samotnou akropoli, ze které byl proražen přístup ke studánce v severním svahu. Její okolí bylo nově opevněno, ale hradba zanikla a doložena je pouze archeologickým odkryvem.
Na ploše akropole i předhradí byla odkryta řada pozůstatků vnitřní zástavby, ale některé pochází z období před vznikem nebo po zániku hradiště. Z doby života hradiště jsou na akropoli doloženy tři nadzemní sloupové stavby soustředěné do prostoru severně a severozápadně od kostela. Vzhledem k rozsahu výzkumu je to malý počet a na rozdíl od Budče chybí větší usedlosti (dvorce obklopené palisádovými žlaby) nebo stavby s kamennou podezdívkou, které by indikovaly sídla elit. Sídlištní zástavba obou předhradí byla velmi řídká. V prostoru vnějšího předhradí to není neobvyklé, ale vnitřní předhradí srovnatelných hradišť bývala osídlena hustěji a objevují se na nich stopy řemeslné výroby.
Kostel je v jádru raně gotický, ale dochovaná podoba je výsledkem novorenesanční přestavby v roce 1833. V sousedství kostela stojí barokní dřevěná zvonice na osmiboké podezdívce. Ve vrcholném středověku u kostela stávala vesnice Hradiště.